# Carl Wilhelm Scheele
Pour les articles homonymes, voir Scheele.
Carl Wilhelm Scheele (né en décembre 1742 à Stralsund en Poméranie suédoise et mort le 21 mai 1786 à Köping) est un chimiste suédois-allemand. Il est particulièrement connu pour avoir découvert nombre d'éléments et composés chimiques, comme l'oxygène et le chlore.
Chimiste remarquable, il avait la particularité d'utiliser des instruments rudimentaires (il recueillait notamment des gaz dans des vessies de porcs).

## Biographie

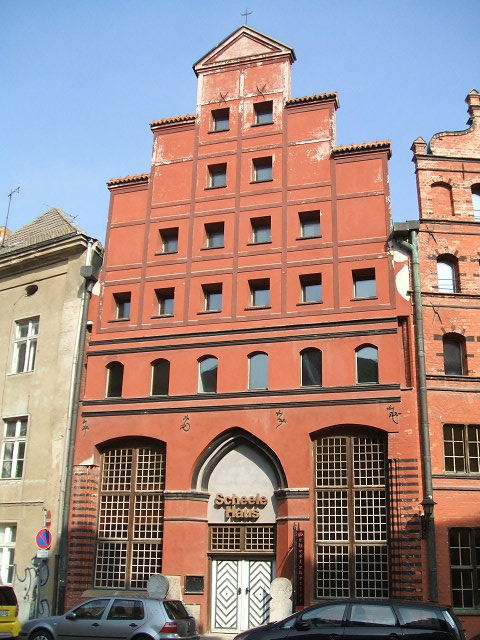
Maison natale de Carl Wilhelm Scheele.

Il naît dans la Maison Scheele, à Stralsund aujourd'hui en Allemagne, qui est à l'époque une province suédoise dans le Saint-Empire romain germanique. Étant issu d'une famille allemande nombreuse, il n'eut pas une éducation générale complète et n'est pas initié à la science. À 14 ans, il travaille à Göteborg en tant qu'apprenti apothicaire. Par la présence des nombreux produits, il s'initie à la chimie en consultant quelques livres. En 1768, il travaille comme pharmacien à Stockholm.
En 1770, il part à Uppsala où il suit des cours de chimie à l'université de la ville et travaille sous la direction du chimiste Torbern Olof Bergman, qui devient un ami. C'est là qu'il découvre l'hydroxyde de baryum (Ba(OH)2), le chlore (Cl2) (qu'il nomme « acide muriatique (acide chlorhydrique, HCl) déphlogistiqué » en référence à la théorie du phlogistique de l'époque) et surtout l'oxygène un peu avant 1773. Ce dernier est redécouvert de manière indépendante en 1774 par le chimiste Joseph Priestley à qui l'on attribue cette découverte. La publication de ses travaux est consignée dans son seul ouvrage, Chemische Abhandlung von der Luft und dem Feuer (en français, Traité chimique de l'air et du feu), qui ne sera publié qu'en 1777. Ses travaux vont également permettre l'isolation du manganèse en 1774 par son collègue Johan Gottlieb Gahn.
Soutenu par Bergman, les travaux de Scheele sont reconnus par ses pairs lors de son élection à l'Académie royale des sciences de Suède le 4 février 1775. C'est la première et dernière fois qu'un étudiant en pharmacie reçoit cet honneur.

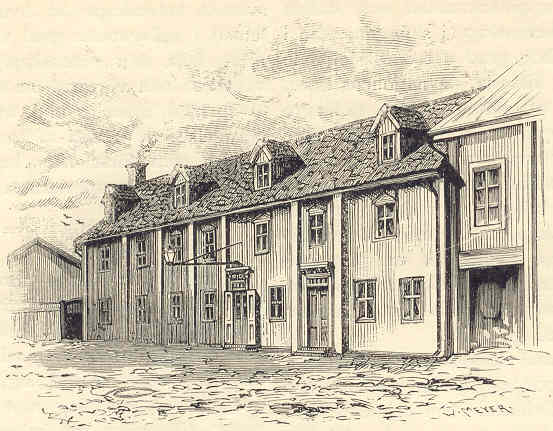
Pharmacie de Carl Wilhelm Scheele à Köping.

Sa nouvelle notoriété lui permet de recevoir des offres de tout le pays. Il part s'installer à Köping, où la ville lui offre une pharmacie appartenant à un apothicaire nommé Pohls venant de décéder et afin de garder cette célébrité dans la ville.
Son commerce est géré par la veuve de Pohls, ce qui lui permet de poursuivre laborieusement ses recherches en chimie. C'est ainsi qu'il découvre plusieurs autres éléments chimiques : le molybdène en 1778 et le tungstène en 1781, et des composés chimiques comme l'acide citrique, le cyanure d'hydrogène (HCN), le fluorure d'hydrogène (HF) et l'hydrogène sulfuré (H2S).
En 1780, il est le premier à isoler l'acide lactique à partir du lait aigre,.
En 1783, il obtient de la glycérineen faisant bouillir de l'huile d'olive avec de l'oxyde de plomb.
Comme de nombreux autres chimistes de son époque, il travaille dans des conditions particulièrement dangereuses et qui l'expose à de nombreux produits toxiques, nuisibles à sa santé. Il lui arrive même de goûter certaines des substances qu'il découvre, y compris des produits très toxiques comme le cyanure d'hydrogène.
Conscient de sa santé fragile, qu'il considère comme le mal de tous les apothicaires, il épouse la veuve de Pohls pour qu'elle puisse hériter de son commerce. Deux jours après son mariage, il meurt à l'âge de 43 ans, vraisemblablement à cause de sa longue exposition aux différents produits toxiques qu'il manipulait.
En 1778, on lui doit la description de la molybdénite (MoS2) et un minéral lui est dédié : la scheelite (CaWO4).

## Œuvres et publications
- Traité chimique de l'air et du feu,  traduit de l'allemand par le Baron De Dietrich avec une introduction de Tobern Bergmann, Paris, 1781, 267 p., lire en ligne sur Gallica et texte intégral.
- Supplément au Traité chimique de l'air et du feu (de M. Scheele), Paris, 1785, traduit et augmenté par le Baron de Dietrich. Texte intégral.
- Mémoires de Chymie, traduits du suédois et de l'allemand, Barrois & Cuchet, Dijon, 1785.